# Adamello Ski Raid

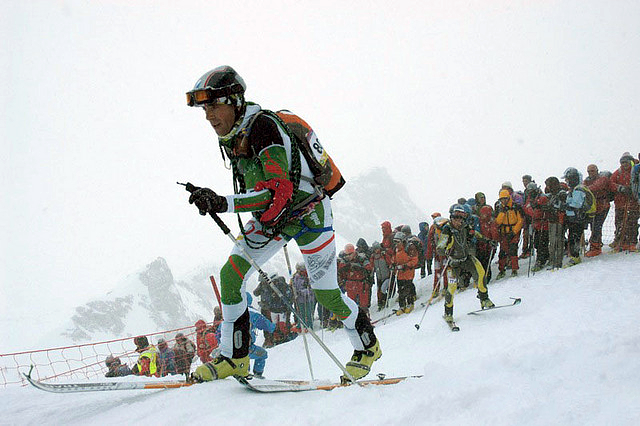
Adamello Ski Raid 2008

Der Adamello Ski Raid ist ein jährlich stattfindender italienischer Wettbewerb im Skibergsteigen, ausgetragen am Tonalepass.
Gestartet wird er in Dreier-Teams und mit klassischer Ausrüstung am Tonalepass, von wo aus bis zum Zielpunkt in Ponte di Legno eine Streckenlänge von rund 40 Kilometer bei 3.400 Höhenmeter für den Aufstieg und mehr als 4.000 für die Abfahrt bezwungen werden muss. Große Teile der anspruchsvollen Strecke liegen oberhalb der 3.000-Meter-Grenze.
Der International Council for Ski Mountaineering Competitions (ISMC) bestimmte im Rahmen der Erstellung des Internationalen Kalenders den Adamello Ski Raid als finalen Wettkampf für den Europacup im Skibergsteigen, zudem fanden im Rahmen der Austragung hier auch die Jugendteamwettläufe („Junioren“ und „Kadetten“) bei der Europameisterschaft im Skibergsteigen 2001 statt.